# Hassan Hakmoun
Hassan Hakmoun (1963 à Marrakech) est un musicien gnawa du Maroc. Il est influencé depuis les années 1990 par d'autres musiciens comme Adam Rudolph et Don Cherry. Il allie musique jazzy  et musique gnawa, en incluant des rythmes électroniques.

## Discographie
- 2002 : The Gift, Triloka/Razor & Tie
- 2000 : Gift of the Gnawa avec Adam Rudolph (Mars 2000)
- 1998 : Life Around the World, Alula Records
- 1998 : VA-World Traditions, MUSIC OF THE WORLD—CITY HALL
- 1998 : VA-Global Voices Box Set, MUSIC OF THE WORLD—CITY HALL
- 1998 : VA-African Heartbeat: African Heartbeat, Shanachie Records
- 1997 : Jamshied Sharifi :  Prayer For Soul Of Layla, Alula Records
- 1997 : Richard Horowitz/Deyhim : Majoun, SONY
- 1995 : VA-Week Or Two In The Real World, EMD/REAL WORLD
- 1995 : The Fire Within, MUSIC OF THE WORLD (CITY HALL)
- 1993 : Trance avec Zahar (Real World no 38)
- 1992 : Kronos Quartet : Pieces of Africa
- 1991 : Gift Of The Gnawa, Flying Fish
- 1990 : Zahar, Knitting Factory Records